# Gomphandra capitulata
Gomphandra capitulata är en järneksväxtart som först beskrevs av Franz Wilhelm Junghuhn och de Vriese, och fick sitt nu gällande namn av Odoardo Beccari. Gomphandra capitulata ingår i släktet Gomphandra och familjen Stemonuraceae. Inga underarter finns listade i Catalogue of Life.